# Публий Вариний
Пу́блий Вари́ний (лат. Publius Varinius; родился не позднее 113 года до н. э. — умер после 65 года до н. э.) — древнеримский политический деятель и военачальник, двукратный претор Римской республики (в 73 и около 66 годов до н. э.). На начальной стадии восстания Спартака несколько раз был наголову разбит повстанцами. По окончании срока своих преторских полномочий, предположительно, дважды управлял провинцией Азия.

## Биография
Сведения о Варинии в сохранившихся письменных источниках носят, по большей степени, предположительный характер. В 73 году до н. э., после поражения и смерти Глабра, против Спартака была направлена вторая экспедиция под руководством претора Публия Вариния. По некоторым причинам Вариний разделил войско на две части под командованием своих подчинённых — Фурия и Коссиния. Плутарх упоминает, что под началом Фурия было около 3 тысяч человек, но нет упоминаний о вооружении солдат и о том, состояла экспедиция из милиции или легионеров. Сначала восставшие напали на отряд Фурия и нанесли ему поражение. Затем Спартак врасплох напал на Луция Коссиния и едва не взял его в плен, а преследуя, захватил его лагерь в кровопролитном бою, в котором Коссиний был убит.
В армии Вариния началось массовое дезертирство, в результате чего в ней осталось всего 4 тысяч человек. Тогда Вариний приказал разместить свою армию в лагере, а лагерь укрепил валом, рвом и насыпями. Затем он вместе с квестором Гаем Торанием блокировал лагерь Спартака. Блокада оказалась достаточно жёсткой, но, тем не менее, Спартаку удавалось поддерживать дисциплину в своём войске. А вскоре он применил военную хитрость: он оставил в лагере трубача, подававшего обычные сигналы, а также привязанных к столбам перед воротами трупов, на большом расстоянии казавшиеся часовыми. Тем временем, восставшие покинули лагерь и надолго оторвались от преследования. Утром Вариний обнаружил, что в лагере Спартака никого нет. Затем он повёл свою армию к Кумам, где попытался набрать добровольцев. После этого он напал на новый лагерь Спартака и был разбит наголову. При этом Вариний потерял в бою коня, ликторов и чуть было сам не попал в плен. Отнятые фасции мятежники отдали своему предводителю.
Возможно, около 66 года до н. э. Вариний вторично занимал преторскую должность, после чего в качестве промагистрата мог, предположительно, вновь управлять Азией, где его преемником, вероятно, стал Публий Орбий.

## Вариний в современной культуре
В сериале «Спартак: Месть» роль Вариния исполнил австралийский актёр Бретт Такер.